# 本町 (豊中市)
本町（ほんまち）は、大阪府豊中市の町丁の一つ。現行行政地名は本町一丁目から本町九丁目。郵便番号は560-0021。住居表示実施済み地域。

## 地理
北は千里園ならびに桜の町に、西は玉井町ならびに末広町に、南は岡上の町ならびに北桜塚に、東は上野西とそれぞれ接する。

## 歴史
- 1953年（昭和28年） - 旧熊野田村域と新免など6つの大字から本町一丁目が成立。
- 1954年（昭和29年） - 本町二丁目～十丁目が成立。
- 1975年（昭和50年） - 住居表示に伴い、町域はそのままに本町一丁目～九丁目となる。

## 校区
2024年（令和6年）5月現在、市立の小中学校に通う場合、校区は以下の通り。
| 町丁         | 小学校     | 中学校       |
| ------------ | ---------- | ------------ |
| 本町（全域） | 大池小学校 | 第十三中学校 |

## 世帯数・人口
2025年（令和7年）3月1日現在の丁目別人口は以下の通り。
| 町丁       | 世帯数  | 人口    |
| ---------- | ------- | ------- |
| 本町一丁目 | 638世帯 | 1,193人 |
| 本町二丁目 | 663世帯 | 1,256人 |
| 本町三丁目 | 967世帯 | 1,835人 |
| 本町四丁目 | 583世帯 | 1,245人 |
| 本町五丁目 | 578世帯 | 1,196人 |
| 本町六丁目 | 637世帯 | 1,321人 |
| 本町七丁目 | 137世帯 | 292人   |
| 本町八丁目 | 371世帯 | 758人   |
| 本町九丁目 | 794世帯 | 1,698人 |

## 交通
阪急電鉄宝塚本線の豊中駅が位置する。
また、当駅直結の停留所からは豊中市各地や伊丹市へと向かうバスが発着する。

### 鉄道
阪急宝塚本線　
豊中駅

### 阪急バス
阪急豊中駅停留所（豊中駅直結）
豊中稲荷神社前停留所
豊中本町八丁目停留所
宮山幼稚園前停留所
豊中本町四丁目停留所

## 主な施設

### 公園・寺社
- 稲荷山公園
- 豊中稲荷神社

### 教育機関
- 豊中市立大池小学校

### その他
- ダイエー 豊中駅前店
- ライフ 豊中店